# پریمر کنسول (۱۸۰۰)
پریمر کنسول (۱۸۰۰) (به انگلیسی: Premier Consul (1800)) یک کشتی است. این کشتی در سال ۱۸۰۰ ساخته شد.